# Tympanogaster clandestina
Tympanogaster clandestina är en skalbaggsart som beskrevs av Perkins 2006. Tympanogaster clandestina ingår i släktet Tympanogaster och familjen vattenbrynsbaggar. Inga underarter finns listade i Catalogue of Life.